# 44 (альбом)
«44» — совместный альбом рок-групп «Чиж & Co» и «Разные люди», записанный и выпущенный в 2005 году.

## Об альбоме
Группы на альбоме поют песни друг друга. На заключительной композиции «Пусть сегодня никто не умрёт» под аккомпанемент «Разных людей» Чернецкий поёт вместе с Чиграковым (в конце присоединяется дочь Чернецкого — Соня). Никто из музыкантов до последнего момента не знали выбор композиций друг друга, хотя записывались в одной студии у Юрия Морозова.

## Список композиций
| №   | Название                       | Исполнители                    | Длительность |
| --- | ------------------------------ | ------------------------------ | ------------ |
| 1.  | «Такие дела»                   | Разные люди                    | 4:14         |
| 2.  | «Аты-баты»                     | Чиж & Co                       | 4:23         |
| 3.  | «Деньги»                       | Разные люди                    | 3:30         |
| 4.  | «Траверза»                     | Чиж & Co                       | 4:20         |
| 5.  | «Еду, еду»                     | Разные люди                    | 3:44         |
| 6.  | «Вера»                         | Чиж & Co                       | 3:58         |
| 7.  | «Ассоль»                       | Разные люди                    | 4:02         |
| 8.  | «Родина предков»               | Чиж & Co                       | 5:56         |
| 9.  | «Папиросы»                     | Разные люди                    | 4:12         |
| 10. | «Проходчик»                    | Чиж & Co                       | 4:51         |
| 11. | «Пусть сегодня никто не умрёт» | Сергей Чиграков, «Разные люди» | 7:08         |

## Участники записи
Чиж & Co
- Сергей Чиграков — вокал, клавишные, гитара
- Евгений Баринов — аккордеон, перкуссия
- Александр Романюк — бас-гитара
- Игорь Фёдоров — барабаны
- Михаил Владимиров — гитара

Разные люди
- Александр Чернецкий — вокал
- Наиль Кадыров — бас-гитара, акустическая гитара, электрическая гитара
- Борис Шавейников — барабаны
- Андрей Васильев — гитара
- Владимир Савенок — клавишные
- Соня Чернецкая — вокал (11)

Юрий Морозов — звукорежиссёр